# Turban (bakverk)
Turban, är inom kokkonsten ett bakverk av vetemjöl, smör, ägg, mjölk, socker och choklad.
Till de fyra första beståndsdelarna tillsätter man jäst och gör en deg. Av degen gör man runda kakor, som läggs på en plåt och täcks med i finriven sötmandel, som blandats med ägg och socker. Över detta strös riven, sockrad vaniljchoklad, och det hela gräddas i ugnen. Lägger man kaka på kaka med marmelad emellan, kan man få en hög tårta.  Denna form har gett bakverket dess namn.